# Wetzlarer Neue Zeitung
Wetzlarer Neue Zeitung (WNZ) – lokalna gazeta w Wetzlar i powiecie Lahn-Dill. Jest głównym tytułem grupy prasowej „Zeitungsgruppe Lahn-Dill” i najważniejszą gazetą w powiecie Lahn-Dill i okolicach.
Ukazuje się od 1 stycznia 1946. Została założona przez Johanna Eifingera i Josefa Hülscha, którzy uzyskali licencję prasową od władz amerykańskich. Początkowo gazeta ukazywała się 3 razy w tygodniu, w przeciętnym nakładzie 20 tys. egzemplarzy. Zmagano się też z brakami papieru. Od 1948 czasopismo zaczęło ukazywać się codziennie.
Josef Hülsch wystąpił z wydawnictwa w 1950. Dwa lata później do spółki dołączyła się rodzina wydawców Schnitzler, a potem firma Karl-Kellner-Ring. W 1970 przekształcono wydawnictwo w spółkę Wetzlardruck GmbH. W latach 1975–1976 postawiono własny budynek drukarni. Johann Eifinger zmarł 29 czerwca 1979. Zaś wydawnictwo pozostaje w rękach spadkobierców rodzin Eifinger i Schnitzler.
Według danych z 2009 roku nakład codzienny wynosi ok. 29 tys. egzemplarzy.